# Westend Gate
Westend Gate (dříve Plaza Büro Center) je mrakodrap v německém městě Frankfurt nad Mohanem. Hlavním architektem budovy byl Siegfried Hoyer. Má 47 podlaží a výšku 159 m, je tak 8. nejvyšší mrakodrap ve městě. Po dokončení v roce 1976 se stal nejvyšší budovou Německa, ale v roce 1978 jej překonal Silver Tower. V budově se nachází kanceláře a pětihvězdičkový hotel s 588 pokoji.